# Tillandsia hubertiana
Tillandsia hubertiana là một loài thuộc chi Tillandsia. Đây là loài đặc hữu của México.